# بيل لوكوود
بيل لوكوود (بالإنجليزية: Bill Lockwood) (و. 1868 – 1932 م) هو لاعب كريكيت اختبار إنجليزي، اشتهر بسرعته في الرمي، وكان ندًا قويًا ومدمرًا أحيانًا للاعب توم ريتشاردسون المجتهد للغاية في فريق سري في بطولة المقاطعات ‏ المبكرة. كان لوكوود لاعبًا ماهرًا بما يكفي ضد فرق البولينغ الأضعف التي سجلت أكثر من 10,000 نقطة في مباريات الكريكيت من الدرجة الأولى، تُظهر رمياته القوية عيوبًا في أسلوبه.
على عكس ثبات ريتشاردسون وعمله الشاق، لم يكن لوكوود قادرًا على رمي كرات طويلة. كان يرمي الكرة بعد رمية أقصر بكثير من ريتشاردسون، ويميل إلى التباطؤ في سرعة رمياته. كان لوكوود قادرًا على رد الكرات المرتدة، وإن لم يكن حادًا كريتشاردسون، لكن ما ميّز لوكوود حقًا هو عدم القدرة على التنبؤ بحركاته، مع اختلافات دقيقة للغاية في السرعة والرمية تُميّز رمياته. كثيرًا ما كان لوكوود يُرسل كرة بطيئة دون تغيير في حركتها، وكان الضارب يدّعي أنه لم يتوقع ذلك أبدًا. توفي عن عمر يناهز 64 عاماً.

### الأيام الأولى كضارب
لعب لوكوود لأول مرة لعبة الكريكيت من الدرجة الأولى كضارب لمقاطعته الأصلية نوتنغهامشاير عام 1886. لعب خمس مباريات للمقاطعة (قبل بطولة المقاطعة الرسمية) عامي1886 و1887، لكنه لم يُوفق ولم يُقدم أداءً يُذكر سوى في مباراة واحدة ضد الأستراليين. ولأن سري رأى فيه إمكانيات كبيرة، أمضى لوكوود عامين يتأهل بحكم إقامته. بدأ اللعب لسري عام 1889، وأثبت على الفور أن ثقة سري بقدراته كضارب كانت مبررة، مسجلاً 384 نقطة، وهو رقم محترم آنذاك، بلغ في عام 1890 متوسطه 24 نقطة لأكثر من 500 نقطة، مسجلاً في هذه العملية مائة نقطة من الدرجة الأولى لأول مرة ضد يوركشاير في ملعب أوفال (ومن المفارقات أن سري خسر المباراة).

## جوائز
حصل على جوائز منها:

لاعب كريكت ويسدن للسنة ‏

## روابط خارجية
- بيل لوكوود على موقع إي آس بي آن كريك إنفو (الإنجليزية)